# Chalybura buffonii
A Chalybura buffonii a madarak osztályának sarlósfecske-alakúak (Apodiformes) rendjébe és a kolibrifélék (Trochilidae) családjába tartozó faj.

## Előfordulása
Panama, Ecuador, Kolumbia, Peru és Venezuela területén honos. A természetes élőhelye szubtrópusi vagy trópusi erősen leromlott egykori erdők, szubtrópusi vagy trópusi száraz erdők, szubtrópusi vagy trópusi síkvidéki nedves erdők, szubtrópusi vagy trópusi hegyi nedves erdők, szubtrópusi vagy trópusi síkvidéki száraz cserjések.

## Alfajai
- Chalybura buffonii aeneicauda Lawrence, 1865
- Chalybura buffonii buffonii (Lesson, 1832)
- Chalybura buffonii caeruleogaster (Gould, 1847)
- Chalybura buffonii micans Bangs & Barbour, 1922

## Külső hivatkozások
- Képek az interneten a fajról
- Internet Bird Collection - videók a fajról
- Xeno-canto.org - a faj hangja és elterjedési területe. [2010. december 27-i dátummal az eredetiből archiválva].